# Chorzemin
Chorzemin – wieś w Polsce położona w województwie wielkopolskim, w powiecie wolsztyńskim, w gminie Wolsztyn.

## Historia
Miejscowość ma metrykę średniowieczną i jest notowana od XIII wieku. Po raz pierwszy wymieniona została w 1287 jako Chorzemino, 1423 Chorzymino, 1425 Chorzemyno, 1435 Chorzemin, 1529 Horszemino, Horszemyn, 1530 Corzenino, 1546 Chorzemya, 1563 Corzemino, 1564 Chorzenino, 1512 Chorzamino, 1580 Korzemino, 1590 Chorzemienicze .
W 1530 wieś leżała w powiecie poznańskim Korony Królestwa Polskiego. W 1563 należała do parafii Niałek .
W 1287 książę wielkopolski Przemysł II podarował opactwu cystersów w Obrze wsie Chorzemin, Golę koło Rakoniewic oraz Guździn wraz ze wszystkimi prawami. W 1360 Peregryn dziedzic z Karpicka i Tomasz dziedzic z Chorzemina zawarli ugodę w sprawie młynów stojących przy rzece Dojcy w Karpicku: Tomasz z Chorzemina zgodził się na podwyższenie wody dla tychże młynów, nie zabraniając swojego brzegu, w zamian za co on i jego potomni będą otrzymywali co tydzień ze Starego Młyna w Karpicku korzec mąki i wolno im będzie zakładać w nowym stawie młyńskim 20 wierszy (gulgustria) oraz co tydzień łowić w nim ryby siecią zwaną słęp (slamp). Peregryn i jego sukcesorowie z Karpicka otrzymali na budowę 2 młynów w Karpicku drewno oraz piasek do budowy grobli z Chorzemina. W 1431 król Polski Władysław Jagiełło potwierdził klasztorowi obrzańskiemu nadane dawniej przywileje w tym własność okolicznych wsi .
W 1508 dokumenty sądowe imiennie wymieniły kmieci z Chorzemina: Tomasza i Walentego Gambassów. W 1529 wspomniały Wawrzyńca karczmarza oraz zagrodnika Andrzeja Pęczka. W 1546 Adam opat klasztoru w Obrze zaskarżył Jana Iłowieckiego o zniszczenie przemocą grobli koło jeziora w wyniku czego zeszła woda unieruchamiając Niałecki Młyn stojący w dziedzinie zwanej Chorzenin w wyniku czego młyn przez kilka tygodni nie przynosił dochodów .
Miejscowość odnotowują historyczne księgi podatkowe. W 1530 miał miejsce pobór we wsi z 4 łanów oraz jednego łana sołtysa. W 1563 odnotowano pobór z 9,5 łana, jednego łana sołtysa, młyna wodnego pozostającego w dzierżawie dziedzicznej posiadającego dwa koła walne, a także pobór od karczmy dziedzicznej. W 1571 płatnikiem poboru w Chorzeminie był opat oberski, który płacił z 9,5 łana, jednego łana sołtysa, karczmy, od 2 zagrodników z rolami oraz od młyna wodnego o 2 kołach. W 1580 odnotowano pobór z 10,5 łana, od połowy karczmy, 2 zagrodników, 2 komorników, a także od młyna walnika o 2 kołach .
Wieś duchowna Chorzemino, własność klasztoru cystersów w Obrze, pod koniec XVI wieku leżała w powiecie kościańskim województwa poznańskiego w Rzeczypospolitej Obojga Narodów. 
Wskutek II rozbioru Polski w 1793 wieś przeszła pod władanie Prus i jak cała Wielkopolska znalazła się w zaborze pruskim. Władze pruskie znacjonalizowały majątek klasztoru w Obrze w wyniku czego Chorzemin stał się własnością państwa pruskiego. W latach 1796–1797 Chorzemin, położony w Prusach Południowych nadany został majorowi von Hünerbeinowi. W okresie Wielkiego Księstwa Poznańskiego (1815-1848) miejscowość wzmiankowana jako Chorzymin należała do wsi większych w ówczesnym powiecie babimojskim. Chorzymin należał do wolsztyńskiego okręgu policyjnego tego powiatu i stanowił część majątku Obra, który należał do Dziembowskiego. Według spisu urzędowego z 1837 roku Chorzymin liczył 330 mieszkańców, którzy zamieszkiwali 37 dymów (domostw).
W latach 1975–1998 miejscowość administracyjnie należała do województwa zielonogórskiego.

## Pałac
We wsi, w niewielkim parku, znajduje się neogotycki pałac wzniesiony dla Alfreda Dauma, landrata z Grodziska Wielkopolskiego, około 1910 r. Budynek o rozbudowanej fasadzie z secesyjnymi elementami dekoracyjnymi, z niską wieżą z boku. W rękach Daumów pałac pozostawał do 1945 r. Po wojnie siedziba PGR, obecnie własność prywatna, w trakcie remontu. W parku pomnikowy okaz dębu kaukaskiego.
Około 2,5 km na płn-wsch od wsi rezerwat przyrody "Bagno Chorzemińskie". Rezerwat utworzony w 1959 r. dla ochrony bezodpływowego zagłębienia terenu, w którym wytworzyło się przejściowe torfowisko mszarne o ciekawej roślinności (rosiczka okrągłolistna i długolistna, żurawina błotna, bagno zwyczajne, bagnica torfowa, modrzewnica pospolita, turzyca nitkowata i przygiełka biała. Na terenie rezerwatu stwierdzono występowanie żmii zygzakowatej.